# En-I
En-I (円伊) (ou Hōgen En-I) est un peintre japonais, actif jusqu'à la fin du XIIIe siècle.

## Biographie
Ce peintre est connu par une œuvre capitale dans l'histoire de la peinture japonaise : l'Ippen shōnin eden (Les Pèlerinages du moine Ippen). Fondateur de la branche Ji shū de la secte amidiste, le moine Ippen (1239-1289) parcourt tout le Japon pour répandre sa foi et prêcher le salut par l'invocation du nom de Bouddha Amida. Peu de temps après sa mort, Shōgai, son disciple favori, écrit l'histoire de sa vie et le peintre En-i l'illustre en un emaki de quarante-huit scènes montées en douze rouleaux. Toutefois, la diversité des arts (peintures, calligraphies), la taille de l’œuvre (plusieurs dizaines de mètres) et des divergences de style laissent à penser que plusieurs ateliers de peintres ont collaboré et qu'En-I serait l'artiste coordinateur.
Contrairement à l'habitude de l'époque, cette œuvre est soigneusement réalisée sur soie et non sur papier. Elle relate en détail les pérégrinations du moine que l'on a l'impression de suivre nous-mêmes à travers les sites célèbres ou les temples importants de chaque province. À voir la grande concordance des paysages et bâtiments représentés avec ceux qui subsistent toujours, il semble vraisemblable que le peintre a été lui-même compagnon d'Ippen, et qu'il a dessiné ces scènes « in situ », pour les utiliser ensuite pour son travail final.
Ces rouleaux exécutés dix ans après la mort du moine, c'est-à-dire en 1299, restent fidèles au style yamato-e de l'époque, mais sont déjà influencés par la peinture chinoise de la dynastie Song (960-1279), notamment dans la division très nette des différents plans. Non seulement les aspects divers de la nature japonaise y sont évoqués, mais aussi un tableau complet des mœurs de l'époque : nobles, guerriers, commerçants, paysans, mendiants, vagabonds sont saisis avec une telle richesse de détails que cet ensemble de peintures devient le vrai miroir de la société nippone du Moyen Âge,.

## Musées
- Kyōto (Temple Kankikō-ji) : Ippen Shōnin e-den (Les Pèlerinages du moine Ippen) daté 1299, couleurs sur soie, une partie de la série de douze rouleaux en longueur, au registre des trésors nationaux.

- Tōkyō (Musée national) : Ippen Shō nin e-den (Les Pèlerinages du moine Ippen) daté 1299, couleurs sur soie, l'autre partie de la série sus-nommée.